# Hermann Helbig (Physiker)
Hermann Helbig (* 1943 in Mühlau) ist ein deutscher Physiker und Informatiker. Er ist international bekannt geworden durch seine Forschungsarbeiten auf dem Gebiet der Künstlichen Intelligenz (KI), und hier insbesondere der automatischen Wissensverarbeitung und der Computerlinguistik.

## Leben
Hermann Helbig studierte in Leipzig Physik und arbeitete dort auf dem Gebiet der Kernspinresonanzspektroskopie. Wegen seines Protests gegen den Einmarsch der Truppen des Warschauer Pakts in Prag 1968 wurde er zum Verlassen der Universität gezwungen. Ab dieser Zeit arbeitete er im Kombinat Robotron auf den Gebieten der symbolischen Formelmanipulation, der automatischen Wissensverarbeitung und der automatischen Sprachverarbeitung, zuletzt als Leiter des KI-Labors.
Im Jahr 1992 erhielt Helbig einen Ruf als Professor an die Fernuniversität in Hagen und war dort bis zu seiner Pensionierung im Jahr 2008 als Leiter des Lehrgebietes Künstliche Intelligenz (Intelligente Informations- und Kommunikationssysteme) tätig. In dieser Zeit verbrachte er mehrere Sabbaticals an Universitäten und Forschungseinrichtungen in den USA (Berkeley, Stanford, Austin, Cambridge, Buffalo und Rochester) sowie in Großbritannien (Edinburgh, Sheffield und London).
Helbig entwickelte das Paradigma der Mehrschichtigen Erweiterten Semantischen Netze (kurz: MultiNet) und auf dieser Basis die lexikalisch orientierte Wortklassen-gesteuerte semantische Analyse, die später von seinem Mitarbeiter Sven Hartrumpf weiterentwickelt wurde. Die auf MultiNet aufbauende Sprachverarbeitungstechnologie wurde in einem Ranking der Gesellschaft für Informatik unter die zehn wichtigsten KI-Technologien Deutschlands eingeordnet. Die auf dieser Basis von der SEMPRIA GmbH entwickelten semantischen Computerlexika dürften weltweit zu den größten ihrer Art gehören. Sie werden zurzeit nicht nur für die deutsche Sprache, sondern auch für Englisch und Chinesisch auf der Grundlage des MultiNet-Paradigmas weiter ausgebaut. Die Sprachverarbeitungstechnologie ist zum ersten Mal in einer echt semantisch orientierten Suchmaschine für die natürlichsprachliche Suche in sehr großen Textkorpora (u. a. in der Wikipedia) eingesetzt worden. Diese kognitive Suchmaschine wird von der SEMPRIA GmbH weiterentwickelt und vertrieben.
Nach seiner Pensionierung wendete sich Helbig stärker philosophischen und fachübergreifenden Themen zu, wobei er sich insbesondere mit noch ungelösten Fragen in den verschiedensten Wissensbereichen (den echten Welträtseln) und dem Phänomen der Emergenz befasst hat.

## Werke
- Künstliche Intelligenz und automatische Wissensverarbeitung. Verlag Technik, Berlin 1996
- Die semantische Struktur natürlicher Sprache – Wissensrepräsentation mit MultiNet. Springer, Heidelberg 2001
- Knowledge Representation and the Semantics of Natural Language. Springer, Berlin 2006
- Welträtsel aus Sicht der modernen Wissenschaften: Emergenz in Natur, Gesellschaft, Psychologie, Technik und Religion. 2. Auflage. Springer, Berlin 2020, ISBN 978-3-662-60761-9.
- Deutschland in Schieflage – Wie konnte es dazu kommen? Verlagshaus Schlosser, Pliening 2024, ISBN 978-3-7581-0108-3.